# Station Merrey
Station Merrey is een spoorwegstation in de Franse gemeente Merrey.